# Cornipulvina ellipsoides
Cornipulvina ellipsoides är en svampart som beskrevs av Huhndorf, A.N. Mill., F.A. Fernández & Lodge 2005. Cornipulvina ellipsoides ingår i släktet Cornipulvina och familjen Boliniaceae.   Inga underarter finns listade i Catalogue of Life.